# Hétomesnil
Hétomesnil é uma comuna francesa na região administrativa de Altos da França, no departamento de Oise. Estende-se por uma área de 7,84 km². Em 2010 a comuna tinha 321 habitantes (densidade: 40,9 hab./km²).